# Zeitschrift für Europäisches Privatrecht
Die Zeitschrift für Europäisches Privatrecht (abgekürzt: ZEuP) ist eine juristische Fachzeitschrift. Sie wurde 1993 gegründet und erscheint viermal jährlich im Verlag C. H. Beck. In ihr werden Beiträge und Urteilsanmerkungen zum europäischen Privatrecht und zur europäischen Rechtsgeschichte veröffentlicht. Die Beiträge erscheinen auf Deutsch und teilweise auf Englisch.
Im Editorial des ersten Heftes wurde das Programm der ZEuP unter anderem folgendermaßen beschrieben: „Es soll Aufgabe dieser Zeitschrift sein, das Bewußtsein für die europäischen Gemeinsamkeiten im Privatrecht über die staatlichen und sprachlichen Grenzen hinweg zu stärken und das allgemeine Privatrecht als einen Dreh- und Angelpunkt der wiederentstehenden europäischen Rechtsordnung zu etablieren. Der durch Rechtsgeschichte und Rechtsvergleichung erschlossene gemeinsame Fundus der heute geltenden Rechtsordnungen, das in internationalen Konventionen niedergelegte Einheitsprivatrecht sowie das europäische Gemeinschaftsrecht sind die Quellen eines neuen europäischen Privatrechts.“
Die Herausgeber der ZEuP loben jährlich einen ZEuP-Preis aus für hervorragende studentische Arbeiten auf dem Gebiet des europäischen Privatrechts.

## Herausgeber
- Anatol Dutta,
- Birke Häcker,
- Eva-Maria Kieninger,
- Heike Schweitzer (Schriftleiterin),
- Gerhard Wagner,
- Marc-Philippe Weller,
- Reinhard Zimmermann.

## Zitierweise
Beiträge der Zeitschrift für Europäisches Privatrecht werden üblicherweise folgendermaßen zitiert:
- Stagl, ZEuP 2007, 37 (Aufsatz von Jakob Fortunat Stagl zum Thema Rezeption der Lehre vom Rechtsgeschäft, veröffentlicht im Jahr 2007 im Heft Nummer 1 ab der Seite 37)

Wird auf eine spezielle Seite innerhalb des Aufsatzes verwiesen, wird diese mit einem Komma angehängt (Stagl, ZEuP 2007, 37, 48).